# Washington County (Mississippi)
 Der er flere lokaliteter med dette navn, se Washington County.
Washington County er et county i den amerikanske delstat Mississippi.
Washington County blev grundlagt i 1827 og er opkaldt efter USAs første præsident George Washington.
33°17′N 90°57′V / 33.29°N 90.95°V